# پیت مونت کلون
پیت مونت کلون (به لاتین: Petit Mont Collon) یک کوه در سوئیس است که در کانتون وله واقع شده‌است. پیت مونت کلون ۳٬۵۵۵ متر بالاتر از سطح دریا واقع شده‌است.